# Valff
Valff (deutsch Walf) ist eine französische Gemeinde mit 1369 Einwohnern (Stand 1. Januar 2021) im Département Bas-Rhin in der Region Grand Est (bis 2015 Elsass). Sie gehört zum Arrondissement Sélestat-Erstein und zum Kanton Obernai.

## Geografie
Die Gemeinde Valff liegt in der westlichen Oberrheinebene, etwa 22 Kilometer südwestlich von Straßburg. Der aus den vier Kilometer westlich aufragenden Vogesen kommende Bach Kirneck mündet unterhalb des Ortskerns in die Andlau, die auch die südöstliche Gemeindegrenze Valffs bildet.
Nachbargemeinden von Valff sind Niedernai im Norden, Uttenheim im Osten, Kertzfeld im Südosten, Gertwiller im Südosten, Zellwiller im Süden, Bourgheim im Westen sowie Goxwiller im Nordwesten.

## Geschichte
Der Ortsname Valff wurde vom keltischen Valva abgeleitet und bedeutet Fluss, der ins flache Land läuft. Als nur kleiner Ort spielte er seit dem frühen Mittelalter eine erstaunlich große Rolle: Bereits 742 als „Falaba“ im Besitz des Klosters Weißenburg (TradWiz 052), kamen Güter 778 und 788 auch in den Besitz des Klosters Fulda (FUB 084 + 176) und in die Hände des Straßburger Bischofs, was Kaiser Ludwig der Fromme 823 bestätigte (Regesta Imperii I, 773 = BM 0773), nachdem 820 ein gewisser "Altman" aus "ualabu" zusammen mit vielen anderen Dorfbewohnern den Besitz des Klosters Weißenburg von "hub(as)" (Hufen) und "iurnales" (Tagwerke) bestätigt hatte (TradWiz 069), was wenig später auch der Kaiser getan hatte, dessen Urkunde aber verloren ist (BM 0724). Kurz vor Ende der karolingischen Herrschaft erscheint "Valaba" dann noch 888 in der Gründungsurkunde für das Kloster Andlau (RegAls 656).
Vom Dreißigjährigen Krieg blieb Valff nicht verschont.
Von 1871 bis zum Ende des Ersten Weltkrieges gehörte Walf als Teil des Reichslandes Elsaß-Lothringen zum Deutschen Reich und war dem Kreis Erstein im Bezirk Unterelsaß zugeordnet.

### Bevölkerungsentwicklung
| Jahr      | 1910 | 1962 | 1968 | 1975 | 1982 | 1990 | 1999 | 2008 | 2017 |
| Einwohner | 1139 | 1011 | 1081 | 1121 | 1173 | 1234 | 1281 | 1352 | 1318 |

## Sehenswürdigkeiten
- Kapelle Sainte-Marguerite, im Renaissancestil, erbaut im Jahr 1566, Monument historique[2]
- Kirche Saint-Blaise, erbaut im Jahr 1802, Monument historique[3]
- Kapelle Saint-Blaise aus dem 15. Jahrhundert

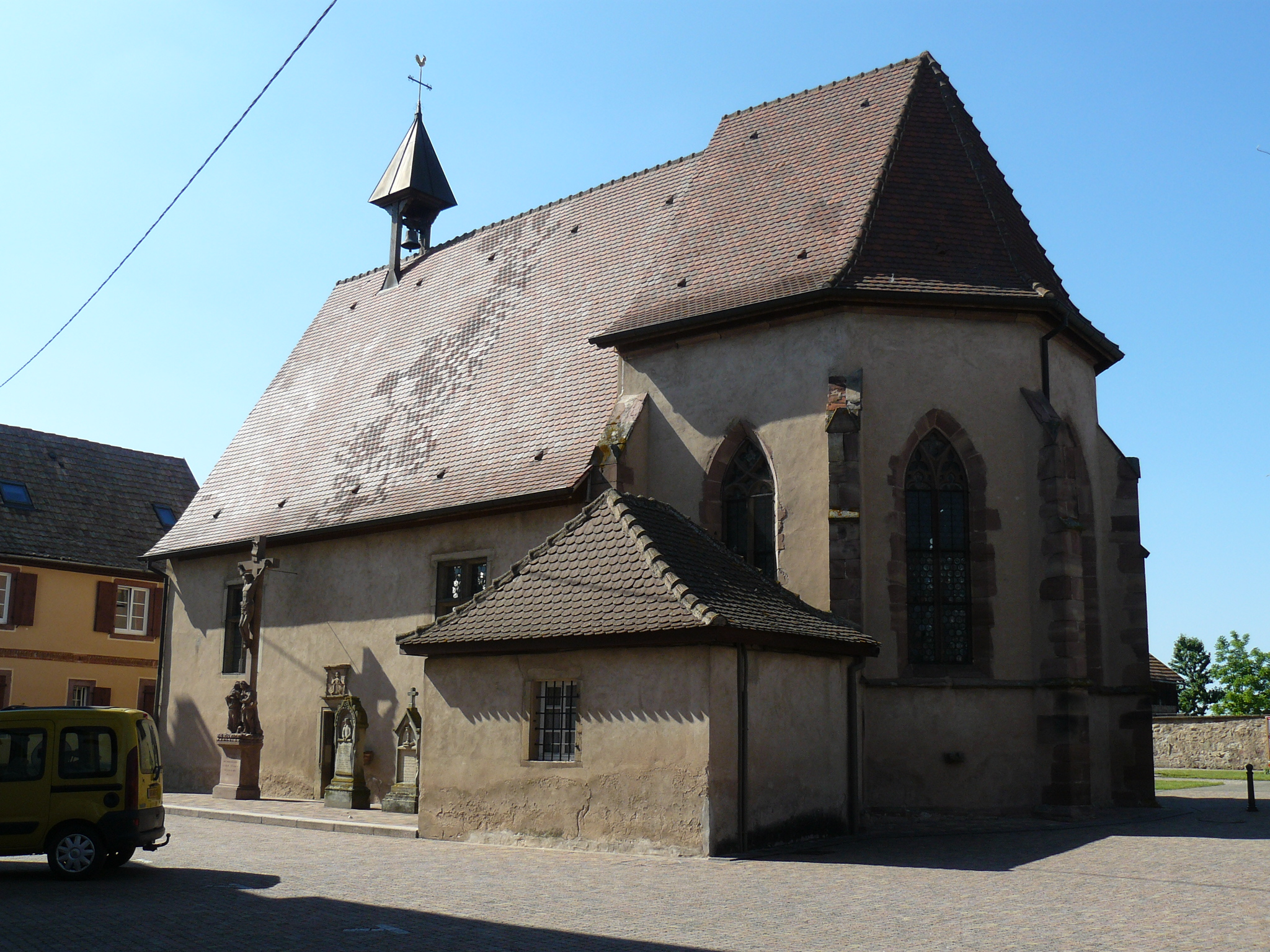
Kapelle Sainte-Marguerite
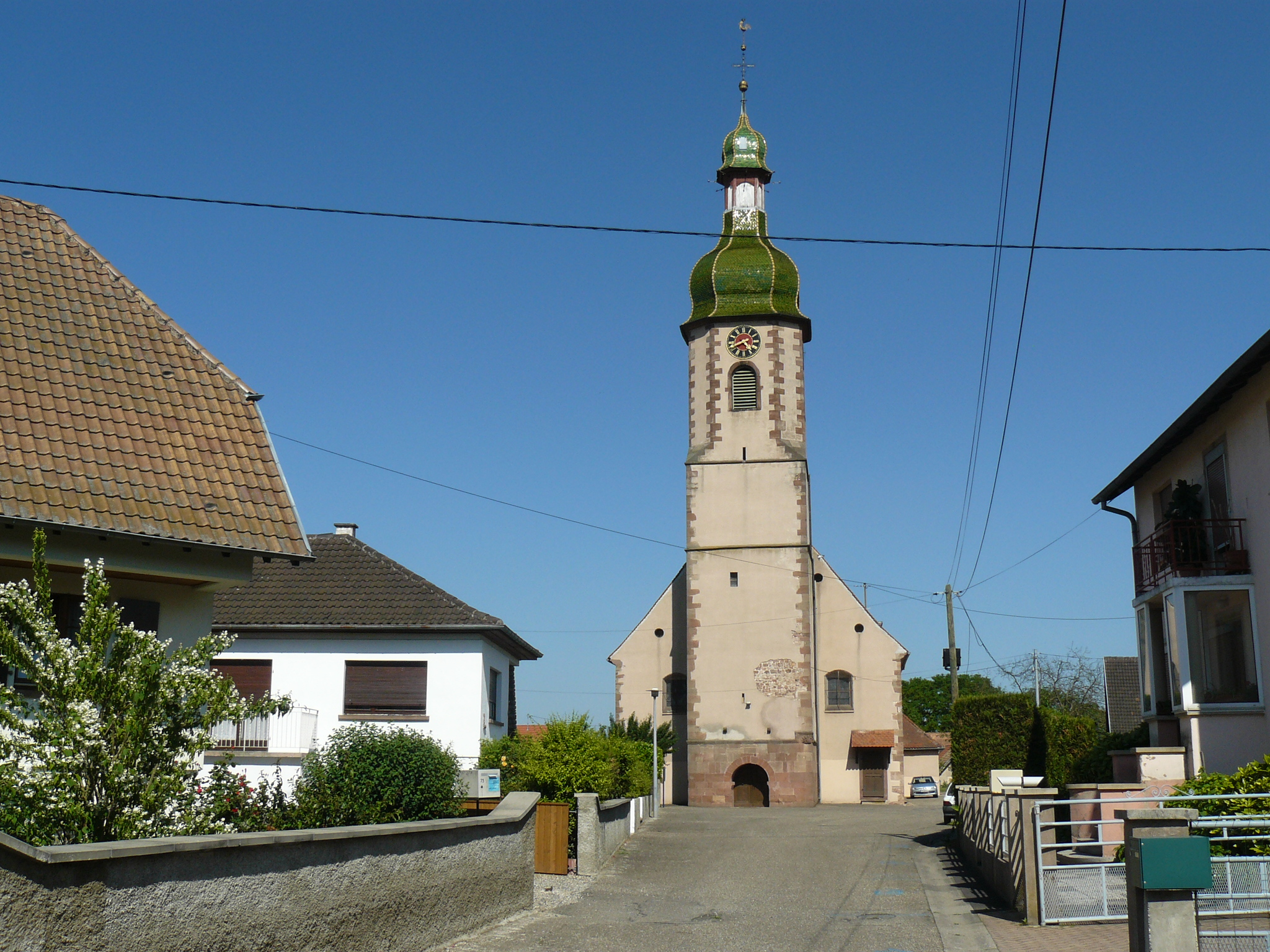
Kirche Saint-Blaise
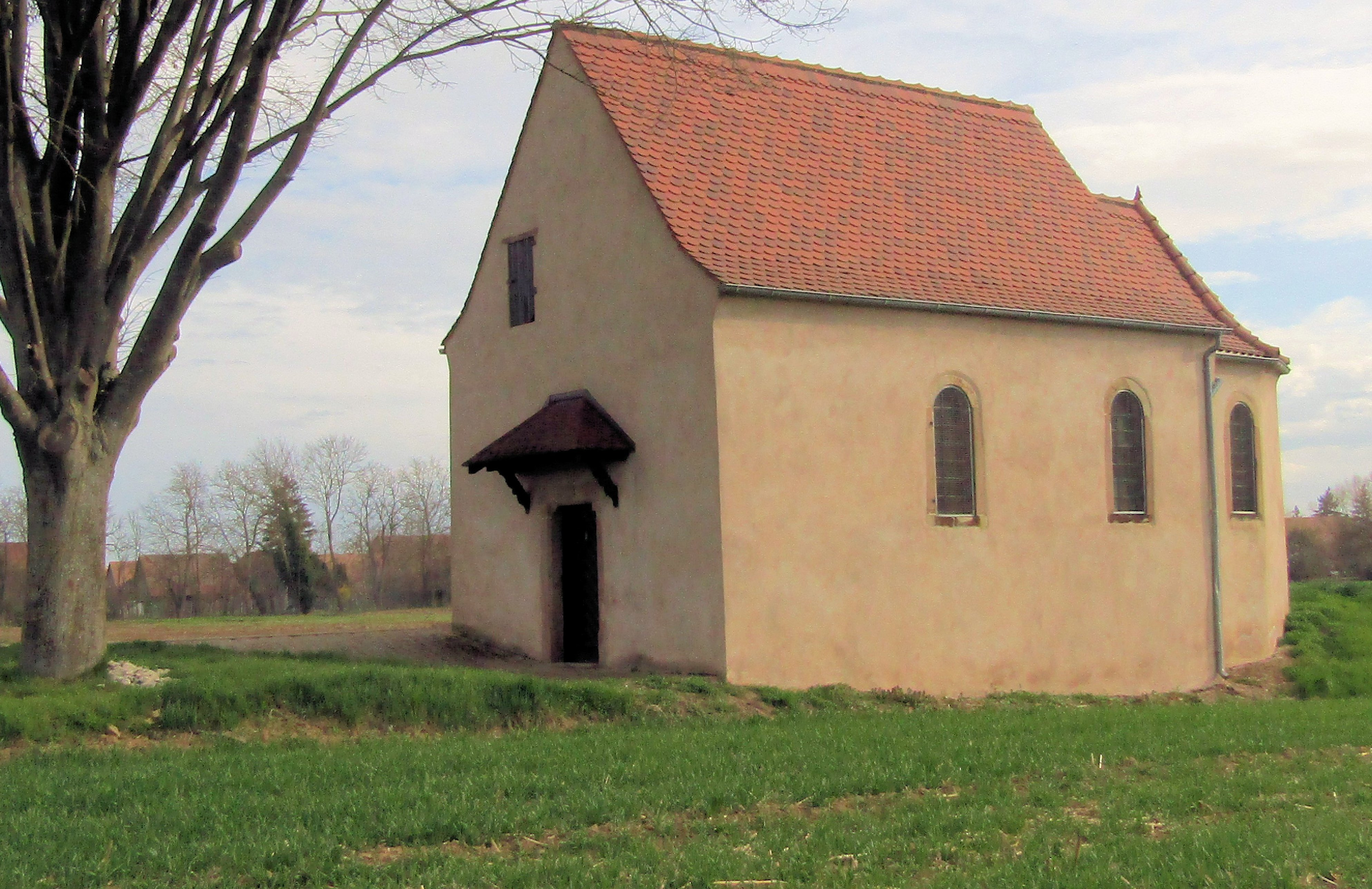
Kapelle Saint-Blaise